# Artur Nowak (ur. 1974)

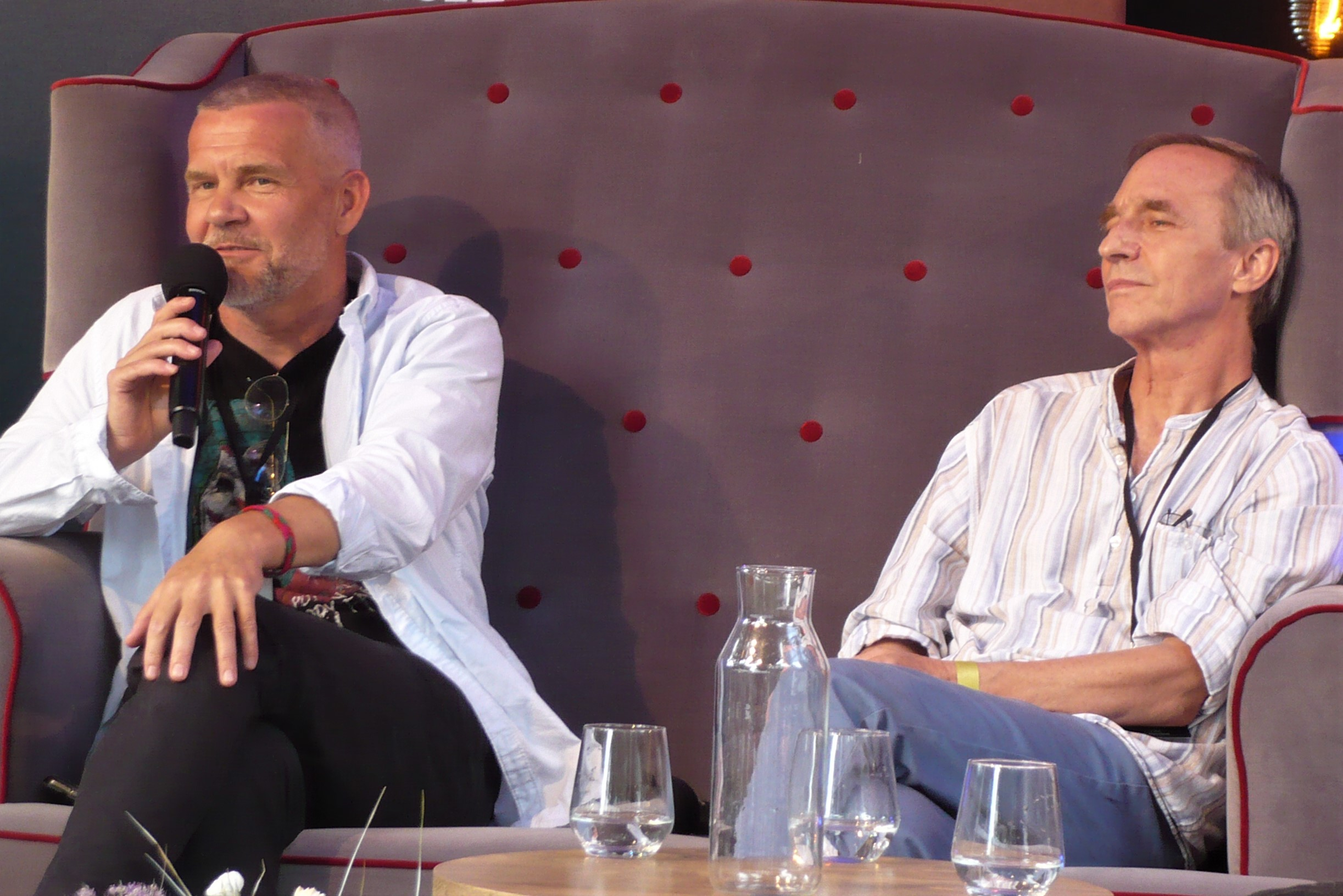
Ze St. Obirekiem, IX Festiwal Góry Literatury, 2023

Artur Nowak (ur. 1974) – polski prawnik, publicysta i pisarz.

## Życiorys
Jako prawnik jest autorem kilkudziesięciu artykułów i glos związanych z prawem cywilnym. W 2002 r. ukończył aplikację sędziowską, następnie orzekał w Sądzie Rejonowym w Szczecinku. Od 2009 r. wykonuje zawód adwokata – prowadzi własną kancelarię adwokacką w Chodzieży.
Publikował w Gazecie Wyborczej, OKO.press, Krytyce Politycznej, Rzeczpospolitej, Newsweeku.
Twierdzi, że w młodości był ofiarą dwóch księży pedofilów, w związku z czym był jednym z głównych bohaterów filmu Tomasza i Marka Sekielskich o wykorzystywaniu seksualnym małoletnich przez księży katolickich Tylko nie mów nikomu, pojawił się także w jego drugiej części – Zabawie w chowanego. W swojej praktyce adwokackiej wielokrotnie reprezentował osoby pokrzywdzone przez pedofilów. Stale współpracuje z braćmi Sekielskimi, realizując – we współpracy z Sekielski Brothers Studio – swój autorski podkast Wysłuchanie oraz występując w innych produkcjach studia.
Od 2018 regularnie publikuje książki, w większości na tematy związane z tematyką wykorzystywania seksualnego w Kościele katolickim. Napisał powieść Zło, wraz z Mariuszem Zielke, a wspólnie z prof. Stanisławem Obirkiem opublikował Wąska ścieżka. Dlaczego odszedłem z Kościoła (wywiad-rzekę) oraz książkę Gomora. Władza, strach i pieniądze w polskim Kościele.

## Postępowanie sądowe
W 2022 roku ruszył proces sądowy Nowaka, któremu postawiono zarzuty prokuratorskie. W 2013 roku został zatrzymany przez Centralne Biuro Antykorupcyjne, kiedy prokuratura zarzuciła mu m.in. dokonanie płatnej protekcji, nadużycia funkcji, powoływanie się na wpływy w instytucjach państwowych oraz utrudnianie postępowania karnego.

## Życie prywatne
Żonaty do 2020 roku z Małgorzatą Szewczyk-Nowak, terapeutką, z którą wspólnie napisał książkę Żeby nie było zgorszenia. Ofiary mają głos.
Jest niepijącym alkoholikiem.

## Publikacje
Opracowano na podstawie materiałów źródłowych:
- Dzieci, które gorszą, Wydawnictwo Krytyki Politycznej, 2018 (zbiór wywiadów)
- Żeby nie było zgorszenia. Ofiary mają głos, Wydawnictwo Krytyki Politycznej, 2018 (reportaż, współautor: Małgorzata Szewczyk-Nowak)
- Kroniki opętanej, Wydawnictwo Krytyki Politycznej, 2018 (powieść)
- Zło, Od deski do deski, 2019 (powieść, współautor: Mariusz Zielke)
- Duchowni o duchownych, Od deski do deski, 2019 (reportaż)
- Wąska ścieżka. Dlaczego odszedłem z Kościoła, Wydawnictwo Agora, 2020 (wywiad-rzeka ze Stanisławem Obirkiem)
- Gomora. Władza, strach i pieniądze w polskim Kościele, Wydawnictwo Agora, 2021 (reportaż, współautor Stanisław Obirek)
- Ogarnij się, czyli jak wychodziliśmy z szamba, Dom Wydawniczy Rebis, 2021 (reportaż, współautor: Marek Sekielski)
- Chrześcijaństwo. Amoralna religia, Prószyński i S-ka, 2023 (współautor: Ireneusz Ziemiński)
- Kryminalna historia Watykanu. Kłamstwa, spiski, tajemnice, Agora, 2024, ISBN 978-83-268-4209-2 (współautor: Arkadiusz Stempin)
- Plebania, Prószyński i S-ka, 2024, ISBN 978-83-8352-344-6
- Skandaliści w sutannach, Prószyński i S-ka, 2024, (współautor: Stanisław Obirek)
- Zakrystia, Prószyński i S-ka, 2025
- Antysemickie chrześcijaństwo, Prószyński i S-ka, 2025, (współautor: Stanisław Obirek)